# Lumbricillus intermedius
Lumbricillus intermedius is een ringworm uit de familie van de Enchytraeidae. De wetenschappelijke naam van de soort is voor het eerst geldig gepubliceerd in 1909 door Benhan.